# Skebogölen (Hannäs socken, Småland)
Skebogölen är en sjö i Åtvidabergs kommun i Småland och ingår i Söderköpingsåns huvudavrinningsområde.